# Tournoi de Wimbledon 1906
 (mai 2023).
Si vous disposez d'ouvrages ou d'articles de référence ou si vous connaissez des sites web de qualité traitant du thème abordé ici, merci de compléter l'article en donnant les références utiles à sa vérifiabilité et en les liant à la section « Notes et références ».

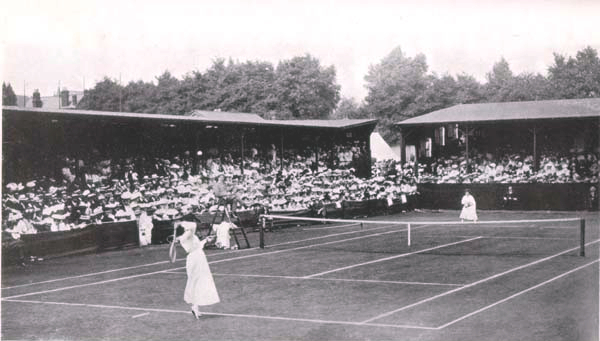
même collection

Résultats du Tournoi de Wimbledon 1906.

## Simple messieurs
Finale : Hugh Lawrence Doherty  Royaume-Uni bat Frank Riseley  Royaume-Uni 6-4, 4-6, 6-2, 6-3

## Simple dames
Finale : Dorothea Douglass  Royaume-Uni bat May Sutton  États-Unis 6-3, 9-7